# Phrictaetypus
Phrictaetypus is een geslacht van rechtvleugeligen uit de familie sabelsprinkhanen (Tettigoniidae). De wetenschappelijke naam van dit geslacht is voor het eerst geldig gepubliceerd in 1898 door Brunner von Wattenwyl.

## Soorten
Het geslacht Phrictaetypus omvat de volgende soorten:
- Phrictaetypus aberrans Willemse, 1961
- Phrictaetypus flavoonatus Willemse, 1953
- Phrictaetypus nigroornatus Willemse, 1940
- Phrictaetypus viridis Brunner von Wattenwyl, 1898